# Estación de Virxe do Mar
La estación de Virxe do Mar es un apeadero ferroviario situado en el municipio español de Narón en la provincia de La Coruña, comunidad autónoma de Galicia. Forma parte de la red de vía estrecha operada por Renfe Operadora a través su división comercial Renfe Cercanías AM. Cuenta con servicios de Cercanías de la línea C-1 (antigua línea F-1 de FEVE y C-1f de Renfe Feve), entre Ferrol y Ortigueira. También cuenta con servicios regionales de la línea R-1f entre Ferrol y Oviedo, así como servicios parciales entre Ferrol y Ribadeo denominados como R1a. 

## Situación ferroviaria
Se encuentra en el punto kilométrico 2,44 de la línea férrea de ancho métrico que une Ferrol con Gijón a 17 metros de altitud. El tramo es de vía única y está sin electrificar.

## Historia
El ferrocarril de vía estrecha llegó a la ciudad de Ferrol el 1 de febrero de 1962, tras concluirse el tramo Ferrol-Santa María de Mera. El Estado fue el encargado de realizar unas obras que pretendían unir Ferrol con Gijón siguiendo la costa cantábrica, algo que no sucedió hasta el 6 de septiembre de 1972. Culminaba de esa forma un proyecto casi interminable que se había iniciado en 1886. 
En 2008, el tramo en el que se encuentra el recinto fue duplicado.
La gestión de la estación y la explotación del servicio recayeron en manos de FEVE hasta que en 2013 la explotación fue atribuida a Renfe Operadora y las instalaciones a Adif. 

## Servicios ferroviarios

### Regionales
Los trenes regionales que unen Ferrol y Asturias tienen parada en la estación. El trayecto es directo si se pretende viajar a Oviedo pero si el destino final es Gijón es necesario un transbordo en Pravia. 
| Línea | Origen/Destino | Paradas intermedias | Destino/Origen |
| ----- | -------------- | --- | -------------- |
|       | Ferrol         | San Xoán · Virxe do Mar · Santa Cecilia · Alto del Castaño · Piñeiros · Ponto · Jubia · Ferrerías · Sedes · Pedroso · San Saturnino · Lamas · Apalla · Moeche · Labacengos · Entrambasrías · Cerdido · Cuqueira · Santa María de Mera · Ponte de Mera · San Claudio · Senra · Ortigueira · Espasante · Loiba · Barquero · Vicedo · Mosende · Folgueiro · Covas · Vivero · Vivero-Apeadero · Juances · Jove-Pueblo · Jove · Lago · Bidueiros · San Ciprián · Madeiro · Burela · Cangas de Foz · Nois · Fazouro · Marzán · Foz · Barreiros · Reinante · Esteiro · Os Castros · Rinlo · Ribadeo · Vegadeo-Pueblo · Vilavedelle · Castropol · Las Campas · Tol · Tapia de Casariego · La Caridad · Cartavio · Loza · Medal · Navia · Piñera-Villaoril · Villapedre · Otur · Luarca · Barcia · Canero · San Cristóbal · Cadavedo · Tablizo · Ballota · Santa Marina · Novellana · Valdredo · Soto de Luiña · San Cosme · San Martín de Luiña · La Magdalena · Villademar · Cudillero · El Pito-Piñera · Muros de Nalón · Los Cabos · Santianes · Pravia · Beifar · San Román · Aces · Sandiche · Grado · Peñaflor de Grado · Vega de Anzo · Santa María de Grado · Trubia · Soto Udrión · San Pedro · San Claudio · Las Mazas · Las Campas · Argañosa · Vallobín | Oviedo         |

### Cercanías
Dispone de servicios de cercanías de la línea C-1 de núcleo de Cercanías Ferrol, que cubren el trayecto Ferrol - Ortigueira a razón de un tren cada 15-30-60 minutos en días laborables, dándose la mayor frecuencia en hora punta. El número de trenes se reduce notablemente los fines de semana y festivos.
| procedencia/destino | < estación | Línea | estación >    | destino/procedencia |
| ------------------- | ---------- | ----- | ------------- | ------------------- |
| Ferrol              | San Xoán   |       | Santa Cecilia | Ortigueira          |